# Estrella Roja de Belgrado (rugby)
El Club de Rugby Estrella Roja de Belgrado (en serbio Београдски рагби клуб Црвена звезда), es un equipo de rugby union de Belgrado (Serbia). El club es miembro de la Federación serbia de rugby. El club también es miembro de la Sociedad Deportiva Estrella Roja (Sportsko Drustvo Crvena Zvezda). Los colores del club desde 2014 son el rojo y blanco en tiras verticales. 

## Historia
El equipo original de Club de Rugby Belgrado (BRK) fue fundado el 20 de diciembre de 1982. Los colores del equipo eran zules y blancas con un logo que exhibía un gorrión (Dživdžan en serbio). A comienzos de la década de los 90, el club fue renombrado como Real Club de Rugby de Belgrado (KBRK) por el patrocinio del príncipe coronado Alejandro II Karađorđević. Los colores del equipo cambiaron a amarillo, marrón y blanco; además, el gorrión fue sustituido por una corona. Como el KBRK, el club fue el equipo yugoslavo más competitivo del final del siglo XX.
En 2012, el comité ejecutivo del club decidió volver al nombre de BRK. El apelativo "Real" fue quitado del nombre del club, los colores volvieron a ser azul y blanco y un estilizado nuevo gorrión reemplazo a la corona. En 2014, el Club de Rugby Belgrado (BRK) se convirtió en el Club de Rugby Estrella Roja de Belgrado (BRK Crvena Zvezda) o BRK Red Star, para los medios anglofilos.
Un grupo de antiguos miembros y jugadores del BRK/KBRK no estuvieron de acuerdo con la abosrción del equipo por parte de la Sociedad Deportiva Estrella Roja y, liderados por Danijem Stricevicem, decidieron abandonar el club para montar uno nuevo bajo el nombre de "Real Club de Rugby de Belgrado" (KBRK) en 2014.
El equipo mantiene una rivalidad de derbis tanto con el Real Club de Rugby de Belgrado, como con el Ragbi Klub Partizan, emulando el Derbi Eterno de Belgrado.

## Palmarés
En toda su historia, el club ha ganado 2 campeonatos nacionales y 3 copas nacionales:
Como CLUB DE RUGBY ESTRELLA ROJA DE BELGRADO (2014–Actualidad):
Campeonato de Rugby de Serbia:
Ganadores (2): 2015, 2016
Copa de Rugby de Serbia:
Ganadores (2): 2014, 2016
Como REAL CLUB DE RUGBY DE BELGRADO (1994–2012):
Campeonato de Rugby de Yugoslavia:
Ganadores (1): 1995
Copa de Rugby de Serbia:
Ganadores (2): 2004, 2010

## Plantilla actual
Plantilla Sénior: 
| - Vladimir Ambrus - Andrej Banduka - Bojan Belic - Petar Vasic - Aleksandar Madjanovic - Andrija Jankovic - Andrija Panic - Nikola Arsic - Aleksandar Djordjevic | - Danijel Kajan - Aleksandar Nedeljkovic - Vitor Ljubicic - Ivan Rodic - Vlastimir Sretenovic - Marko Jacimovic - Marko Joksimovic - Vedran Brkic - Dejan Karatrajovski |